# معین قربانی
معین قربانی (زادهٔ ۹ شهریور ۱۳۷۷ در قائم‌شهر) بازیکن فوتبال اهل ایران است که در پست مدافع برای باشگاه فوتبال سایپا بازی می‌کند. 

## دوران باشگاهی
از باشگاه‌‌های وی می‌توان به تیم های نساجی، گل ریحان، خیبرخرم آباد، دریا کاسپین بابل و شمس آذر قزوین اشاره کرد.